# 聖徳太子 (テレビドラマ)
『聖徳太子』（しょうとくたいし）は、NHK大阪新放送会館完成記念番組として、2001年11月10日にNHKより放送された全2話構成のスペシャルドラマである。
2021年11月6日午後7時30分からBSプレミアムとBS4Kで再放送。

## 概要
6世紀後半の大和朝廷の権力闘争と東アジアの国際関係を背景に、聖徳太子の偉業と知られざる人間像を描く歴史ドラマである。太子を徹底した戦争回避論者として解釈し、十七条憲法の「和を以って尊しとなす」を強調する台詞がくりかえされる。

## 登場人物・キャスト
主な人物
- 厩戸皇子：本木雅弘（子供時代は浅利陽介）

主人公。蘇我馬子と組んで政にいそしむが、仏教を信仰するゆえに彼の新羅出兵計画に心を痛め、戦を回避しようとする。
- 蘇我馬子：緒形拳

豪族の一人。守屋との争いに打ち勝ち、朝廷の中で権勢を振るう。新羅と敵対する百済に協力し、新羅への出兵を決める。
- 物部守屋：宝田明

豪族の一人。丁未の乱にて馬子軍に敗れ、戦死する。
- 穴穂部皇子：柄本明

守屋の支持を受けるが、馬子の軍によって暗殺される。
- 泊瀬部皇子：加藤雅也

馬子に担がれて大君に即位する（崇峻天皇）が、やがて馬子から疎まれ、暗殺される。
- 額田部皇女：松坂慶子

崇峻天皇の跡を継ぐ（推古天皇）。当初は厩戸を息子のライバルと見て警戒していたが、馬子を牽制するため厩戸に摂政を任せる。
- 刀自古郎女：中谷美紀（子供時代は戸田恵梨香）

馬子の娘で、厩戸の妻となる。朝鮮語（劇中では「百済ことば」）を話す場面がある。
- 伊真（架空の人物）：ソル・ギョング

新羅の武人。密偵の任を受け、仏師として倭国に渡る。厩戸皇子に従い丁未の乱に参加する。後に新羅遠征を企てる馬子の命を狙う。
その他の人物
- 来目皇子：松尾敏伸（子供時代は田中啓介）
- 竹田皇子：達山智宏
- 難波皇子：斉花舟周
- 春日皇子：妻城洋
- 河上娘：松永典子
- 小野妹子：今田耕司
- 秦河勝：國村隼
- 大伴連囓：河原さぶ
- 巨勢臣比良夫：田中弘史
- 葛城臣烏奈良：亀山忍
- 三輪君逆：南条好輝
- 膳臣賀施夫：中山正幻
- 土師連：和田茂樹
- 中臣勝海：海部剛史
- 紀男麻呂：須永克彦
- 佐伯連丹經手：久賀大雅
- 忌部氏：旭堂小南陵
- 迹見赤檮：嶋尾康史
- 東漢直駒：荒井紀人
- 呪禁師：漢山
- 大兄皇子：近藤正臣

## スタッフ
- 作：池端俊策
- 演出：佐藤幹夫
- 音楽：冨田勲
- 古代音楽作曲：劉宏軍
- 制作統括：木田幸紀
- 語り：長谷川勝彦
- 時代考証：門脇禎二
- 風俗考証：猪熊兼勝
- 総合芸能文化監修：野村万之丞
- 古代儀礼指導：漢山
- 殺陣武術指導：上野隆三
- 撮影協力：奈良県、曽爾村、奈良文化財研究所、東大寺、春日大社、法隆寺、広隆寺、四天王寺、四天王寺ワッソ実行委員会